# Al-Ittihad Club Trípoli
|  | Aquest article tracta sobre el club de futbol libi. Vegeu-ne altres significats a «Al-Ittihad». |

L'Al Ittihad Club Trípoli (àrab: نادي الاتحاد الرياضي الثقافي الاجتماعي, Nādī al-Ittiḥād ar-Riyāḍī aṯ-Ṯaqāfī al-Ijtimāʿī, ‘Club Esportiu Cultural i Social de la Unió’) és un club de futbol libi de la ciutat de Trípoli. Al-Ittihad significa «Unió». L'Al Ittihad té a més del futbol diverses seccions esportives. Els equips d'handbol, voleibol i basquetbol han estat campions nacionals.

## Història
Fundat el 29 de juliol de 1944, és un dels clubs amb més triomfs a la lliga líbia. Fou resultat de la fusió dels clubs Al Nahda i Al Shabab. El primer president fou Mohamed Al-Krewi.
El club juga a dos estadis. L'Estadi 11 de juny fou inaugurat el 1970 i té una capacitat per a 80.000 espectadors. Aquest estadi el comparteix amb l'Al-Ahli Trípoli. L'Estadi 7 d'octubre (anteriorment anomenat Al Mala'b Al Balade) té una capacitat de 5.000 espectadors i fou inaugurat el 1939. Actualment és l'estadi d'entrenament.

## Palmarès
- Lliga líbia de futbol:[1]
  - 1969, 1986, 1988, 1989, 1990, 1991, 2002, 2003, 2005, 2006, 2007, 2008, 2009, 2010
- Copa líbia de futbol:[2]
  - 1992, 1999, 2004, 2005, 2007
- Supercopa líbia de futbol:
  - 1999, ,2002, 2003, 2004, 2005, 2006, 2007 ,2008, 2009, 2010
- Campionat de Trípoli:
  - 1954, 1955, 1956, 1957, 1958

## Jugadors destacats
- Patrick Mboma
- Al-Saadi Qadhafi
- Victor Ikpeba
- Nader Tarhouni
- Enam Alexis
- Izzaddin Bezan
- Abu Baker Bani
- Saleem Abujrad
- Ahmed Masli
- Laryea Kingston
- Luis Agustini
- Nenad Mladenovic

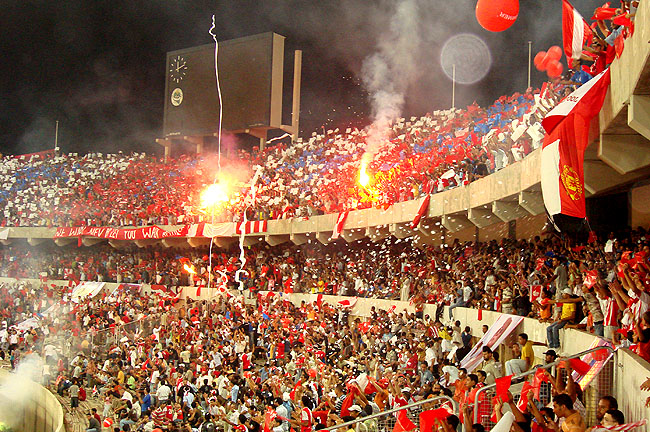
CAF CL 2007
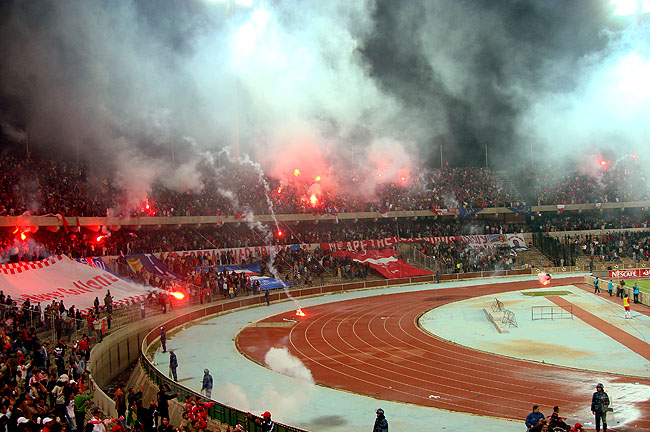
CAF CL 2007
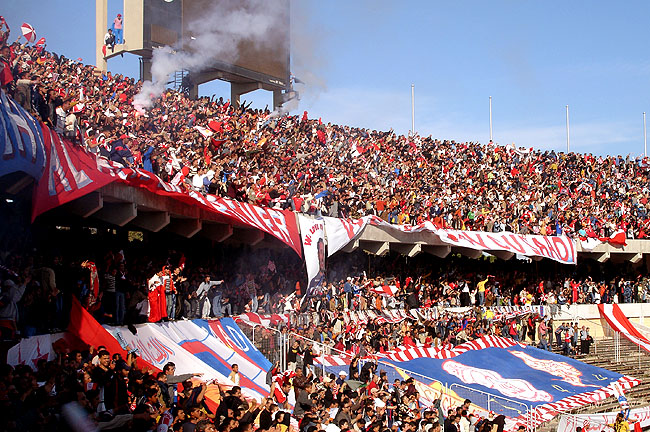
Supercopa líbia 2006
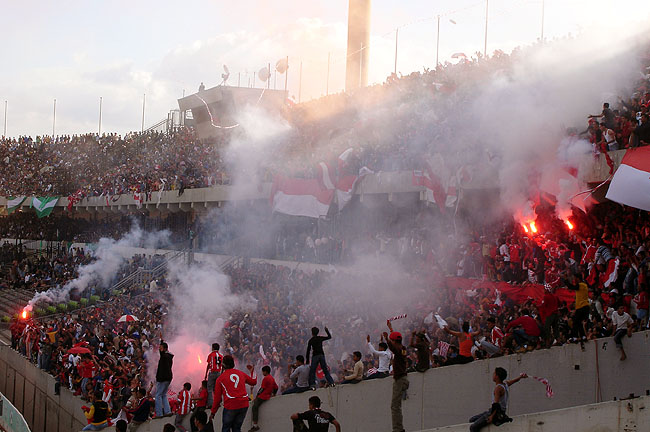
LPL 2006-2007